# カイガンタバコ
カイガンタバコ（海岸煙草、別名：アコン、クラウンフラワー、カロトロピス　学名：Calotropis gigantea）はキョウチクトウ科カロトロピス属の常緑低木。旧ガガイモ科。

## 特徴
高さ3 mほどになる。葉は厚みがあり、長さ12–24 cmの広楕円形で対生する。和名は葉がタバコの葉のように大きいことに由来。葉表の葉脈は白く目立つ。葉や茎を傷つけると毒性のある白い乳液が多量に出る。枝葉の表面に白い軟毛がある。花は多肉質で、花冠は径2–5 cmほどの淡紫色で、先は5つに裂けて星型になる。白花の変種もある。花は枝先に群生する。花期は初夏～晩秋（5–12月）。英名のクラウンフラワーは副花冠と筒状に癒合した雄しべの独特な形が王冠に似ることに由来する。別名のアコンはバングラデシュにおける本種の呼称にちなむとされる。果実は黄緑色で長さ10 cmの舟形だが結実は稀。

## 分布と生育環境、利用
インド～東南アジア原産で、沖縄県へは昭和54年頃にスリランカから導入された。インドでは花をシヴァ神への供花とし、タイでは仏像へ供える花輪を作り、ハワイではレイを作る素材とされる。花輪には白花が多く用いられる。樹皮や茎からは強い繊維が取れ、かつては漁網や釣糸等に利用された。茎葉から出る白い樹液は有毒だが強心作用があり、東南アジアでは樹皮や根とともに薬用とされる。白い汁が皮膚に付くと炎症を起こすことがある。沖縄県内では生垣や公園樹として植栽される。多湿を嫌うので水はけが良く日当たりの良い場所に植栽すると良いが、茎葉から有毒の樹液が出るため、植栽場所に注意を要する。萌芽力が強いので徒長枝は強く切り戻しても良い。温室内ではアブラムシがつきやすい。繁殖は挿し木や実生による。